# Proces inwestycyjny
Proces inwestycyjny – proces tworzenia nowych obiektów budowlanych lub modernizacja istniejących, od początkowych faz projektowania aż do całkowitego zakończenia realizacji. Proces inwestycyjny zwykle zaczyna się od pomysłu inwestycyjnego.
Początkowym procesem jest projektowanie, czyli opracowywanie dokumentacji projektowej. W procesie inwestycyjnym, w zależności od rozwiązań umownych między stronami procesu, stosuje się rozmaite metody realizacji przedsięwzięcia budowlanego.